# Tetragnatha
Tetragnatha este un gen de păianjeni din familia Tetragnathidae.

## Galerie

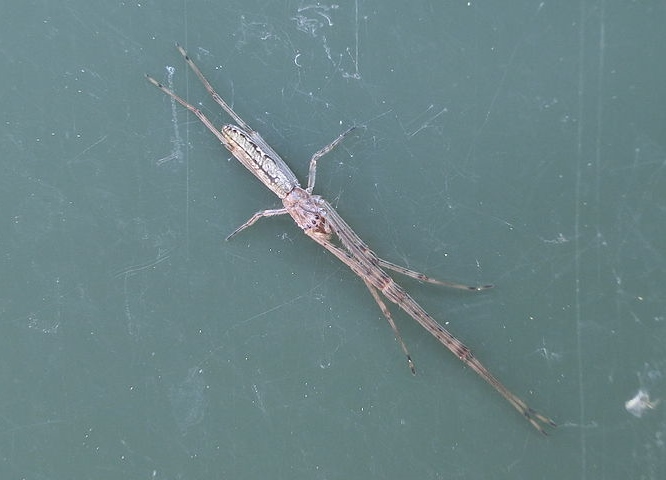
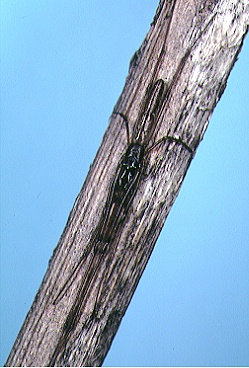
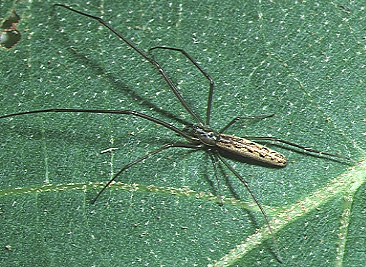
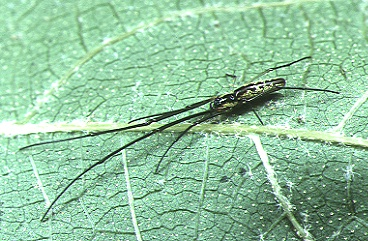
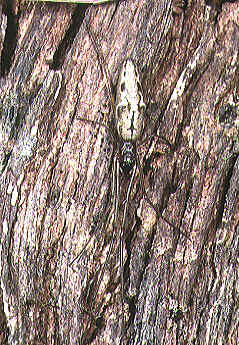
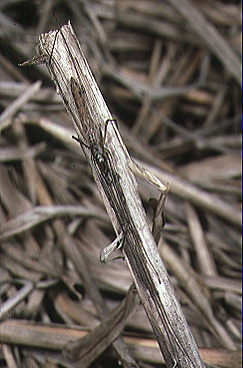

## Specii[1]
- Tetragnatha acuta
- Tetragnatha aenea
- Tetragnatha albida
- Tetragnatha americana
- Tetragnatha amoena
- Tetragnatha anamitica
- Tetragnatha andamanensis
- Tetragnatha andonea
- Tetragnatha angolaensis
- Tetragnatha anguilla
- Tetragnatha angulata
- Tetragnatha anuenue
- Tetragnatha argentinensis
- Tetragnatha argyroides
- Tetragnatha armata
- Tetragnatha atriceps
- Tetragnatha atristernis
- Tetragnatha australis
- Tetragnatha baculiferens
- Tetragnatha beccarii
- Tetragnatha bemalcuei
- Tetragnatha bengalensis
- Tetragnatha bicolor
- Tetragnatha bidentata
- Tetragnatha biseriata
- Tetragnatha bishopi
- Tetragnatha bituberculata
- Tetragnatha boeleni
- Tetragnatha bogotensis
- Tetragnatha boninensis
- Tetragnatha boydi
- Tetragnatha brachychelis
- Tetragnatha branda
- Tetragnatha brevignatha
- Tetragnatha bryantae
- Tetragnatha caffra
- Tetragnatha cambridgei
- Tetragnatha caporiaccoi
- Tetragnatha caudata
- Tetragnatha caudicula
- Tetragnatha caudifera
- Tetragnatha cavaleriei
- Tetragnatha cephalothoracis
- Tetragnatha ceylonica
- Tetragnatha chamberlini
- Tetragnatha chauliodus
- Tetragnatha cheni
- Tetragnatha chinensis
- Tetragnatha chrysochlora
- Tetragnatha cladognatha
- Tetragnatha clavigera
- Tetragnatha cochinensis
- Tetragnatha coelestis
- Tetragnatha cognata
- Tetragnatha confraterna
- Tetragnatha conica
- Tetragnatha crassichelata
- Tetragnatha cuneiventris
- Tetragnatha cylindracea
- Tetragnatha cylindrica
- Tetragnatha cylindriformis
- Tetragnatha dearmata
- Tetragnatha decipiens
- Tetragnatha delumbis
- Tetragnatha demissa
- Tetragnatha dentatidens
- Tetragnatha desaguni
- Tetragnatha determinata
- Tetragnatha digitata
- Tetragnatha earmra
- Tetragnatha eberhardi
- Tetragnatha elongata
- Tetragnatha elyunquensis
- Tetragnatha esakii
- Tetragnatha ethodon
- Tetragnatha eumorpha
- Tetragnatha eurychasma
- Tetragnatha exigua
- Tetragnatha exquista
- Tetragnatha extensa
- Tetragnatha fallax
- Tetragnatha farri
- Tetragnatha filiciphilia
- Tetragnatha filiformata
- Tetragnatha filigastra
- Tetragnatha filipes
- Tetragnatha filum
- Tetragnatha flagellans
- Tetragnatha flava
- Tetragnatha flavida
- Tetragnatha fletcheri
- Tetragnatha foai
- Tetragnatha foliferens
- Tetragnatha foveata
- Tetragnatha fragilis
- Tetragnatha franganilloi
- Tetragnatha friedericii
- Tetragnatha fuerteventurensis
- Tetragnatha gemmata
- Tetragnatha geniculata
- Tetragnatha gertschi
- Tetragnatha gibbula
- Tetragnatha gracillima
- Tetragnatha granti
- Tetragnatha gressitti
- Tetragnatha gressittorum
- Tetragnatha guatemalensis
- Tetragnatha gui
- Tetragnatha hamata
- Tetragnatha hasselti
- Tetragnatha hastula
- Tetragnatha hawaiensis
- Tetragnatha hirashimai
- Tetragnatha hiroshii
- Tetragnatha hulli
- Tetragnatha insularis
- Tetragnatha insulata
- Tetragnatha insulicola
- Tetragnatha iriomotensis
- Tetragnatha irridescens
- Tetragnatha isidis
- Tetragnatha iwahigensis
- Tetragnatha jaculator
- Tetragnatha javana
- Tetragnatha jejuna
- Tetragnatha josephi
- Tetragnatha jubensis
- Tetragnatha kamakou
- Tetragnatha kapua
- Tetragnatha kauaiensis
- Tetragnatha kea
- Tetragnatha keyserlingi
- Tetragnatha khanjahani
- Tetragnatha kikokiko
- Tetragnatha kiwuana
- Tetragnatha klossi
- Tetragnatha kochi
- Tetragnatha kolosvaryi
- Tetragnatha kukuhaa
- Tetragnatha kukuiki
- Tetragnatha labialis
- Tetragnatha laboriosa
- Tetragnatha laminalis
- Tetragnatha lamperti
- Tetragnatha lancinans
- Tetragnatha laqueata
- Tetragnatha latro
- Tetragnatha lauta
- Tetragnatha lea
- Tetragnatha lena
- Tetragnatha lepida
- Tetragnatha levii
- Tetragnatha lewisi
- Tetragnatha limu
- Tetragnatha linearis
- Tetragnatha lineatula
- Tetragnatha linyphioides
- Tetragnatha llavaca
- Tetragnatha longidens
- Tetragnatha luculenta
- Tetragnatha luteocincta
- Tetragnatha mabelae
- Tetragnatha macilenta
- Tetragnatha macracantha
- Tetragnatha macrops
- Tetragnatha maeandrata
- Tetragnatha major
- Tetragnatha maka
- Tetragnatha makiharai
- Tetragnatha mandibulata
- Tetragnatha maralba
- Tetragnatha margaritata
- Tetragnatha marginata
- Tetragnatha marquesiana
- Tetragnatha mawambina
- Tetragnatha maxillosa
- Tetragnatha mengsongica
- Tetragnatha mertoni
- Tetragnatha mexicana
- Tetragnatha micrura
- Tetragnatha minitabunda
- Tetragnatha modica
- Tetragnatha mohihi
- Tetragnatha montana
- Tetragnatha monticola
- Tetragnatha moua
- Tetragnatha moulmeinensis
- Tetragnatha multipunctata
- Tetragnatha nana
- Tetragnatha nandan
- Tetragnatha necatoria
- Tetragnatha nepaeformis
- Tetragnatha nero
- Tetragnatha netrix
- Tetragnatha nigricans
- Tetragnatha nigrigularis
- Tetragnatha nigrita
- Tetragnatha niokolona
- Tetragnatha nitens
- Tetragnatha nitidiuscula
- Tetragnatha nitidiventris
- Tetragnatha notophilla
- Tetragnatha noumeensis
- Tetragnatha novia
- Tetragnatha nubica
- Tetragnatha obscura
- Tetragnatha obscuriceps
- Tetragnatha obtusa
- Tetragnatha oculata
- Tetragnatha okumae
- Tetragnatha olindana
- Tetragnatha oomua
- Tetragnatha oreobia
- Tetragnatha orizaba
- Tetragnatha oubatchensis
- Tetragnatha palikea
- Tetragnatha pallescens
- Tetragnatha pallida
- Tetragnatha paludicola
- Tetragnatha paludis
- Tetragnatha panopea
- Tetragnatha papuana
- Tetragnatha paradisea
- Tetragnatha paradoxa
- Tetragnatha paraguayensis
- Tetragnatha parva
- Tetragnatha parvula
- Tetragnatha paschae
- Tetragnatha perkinsi
- Tetragnatha perreirai
- Tetragnatha peruviana
- Tetragnatha petrunkevitchi
- Tetragnatha phaeodactyla
- Tetragnatha pilosa
- Tetragnatha pinicola
- Tetragnatha piscatoria
- Tetragnatha planata
- Tetragnatha plena
- Tetragnatha polychromata
- Tetragnatha praedonia
- Tetragnatha priamus
- Tetragnatha protensa
- Tetragnatha puella
- Tetragnatha pulchella
- Tetragnatha punua
- Tetragnatha qiuae
- Tetragnatha quadrinotata
- Tetragnatha quasimodo
- Tetragnatha quechua
- Tetragnatha radiata
- Tetragnatha ramboi
- Tetragnatha rava
- Tetragnatha reimoseri
- Tetragnatha reni
- Tetragnatha restricta
- Tetragnatha retinens
- Tetragnatha rimandoi
- Tetragnatha rimitarae
- Tetragnatha riparia
- Tetragnatha riveti
- Tetragnatha roeweri
- Tetragnatha rossi
- Tetragnatha rouxi
- Tetragnatha rubriventris
- Tetragnatha scopus
- Tetragnatha serra
- Tetragnatha shanghaiensis
- Tetragnatha shinanoensis
- Tetragnatha shoshone
- Tetragnatha sidama
- Tetragnatha signata
- Tetragnatha similis
- Tetragnatha simintina
- Tetragnatha sinuosa
- Tetragnatha sobrina
- Tetragnatha sociella
- Tetragnatha squamata
- Tetragnatha stelarobusta
- Tetragnatha stellarum
- Tetragnatha sternalis
- Tetragnatha stimulifera
- Tetragnatha straminea
- Tetragnatha strandi
- Tetragnatha streichi
- Tetragnatha striata
- Tetragnatha subclavigera
- Tetragnatha subesakii
- Tetragnatha subextensa
- Tetragnatha subsquamata
- Tetragnatha suoan
- Tetragnatha sutherlandi
- Tetragnatha tahuata
- Tetragnatha tanigawai
- Tetragnatha tantalus
- Tetragnatha taylori
- Tetragnatha tenera
- Tetragnatha tenuis
- Tetragnatha tenuissima
- Tetragnatha tincochacae
- Tetragnatha tipula
- Tetragnatha tonkina
- Tetragnatha torrensis
- Tetragnatha trichodes
- Tetragnatha tristani
- Tetragnatha trituberculata
- Tetragnatha tropica
- Tetragnatha tuamoaa
- Tetragnatha tullgreni
- Tetragnatha uluhe
- Tetragnatha uncifera
- Tetragnatha unicornis
- Tetragnatha waikamoi
- Tetragnatha valida
- Tetragnatha vermiformis
- Tetragnatha versicolor
- Tetragnatha virescens
- Tetragnatha viridis
- Tetragnatha viridorufa
- Tetragnatha visenda
- Tetragnatha yalom
- Tetragnatha yesoensis
- Tetragnatha yongquiang
- Tetragnatha zangherii
- Tetragnatha zhangfu
- Tetragnatha zhaoi
- Tetragnatha zhaoya